# Biznesmen i gwiazdy
Biznesmen i gwiazdy (Local Hero) – brytyjski komediodramat z 1983 roku.

## Główne role
- Burt Lancaster – Felix Happer
- Peter Riegert – MacIntyre
- Fulton Mackay – Ben Knox
- Denis Lawson – Urquhart
- Norman Chancer – Moritz
- Peter Capaldi – Oldsen
- Rikki Fulton – Geddes
- Alex Norton – Watt
- Jenny Seagrove – Marina
- Jennifer Black – Stella
- Christopher Różycki – Victor
- Gyearbuor Asante – Rev Macpherson
- John M. Jackson – Cal
- Dan Ammerman – Donaldson
- Tam Dean Burn – Roddy
- Karen Douglas – Pani Wyatt

## Fabuła
MacIntyre pracuje w spółce naftowej. Jego szef, Felix Happer, wysyła go do Szkocji, by kupić małą wioskę rybacką, usytuowaną w miejscu wydobycia cennego surowca. Sprawa wydaje się łatwa. Rybacy odsprzedają swoje działki w zamian za lepsze perspektywy. Jedynym, który sprzeciwia się sprzedaży, jest Ben Knox, a MacIntyre'owi coraz bardziej podoba się ten zakątek.

## Nagrody i nominacje
Nagrody BAFTA 1983
- Najlepsza reżyseria – Bill Forsyth
- Najlepszy film – David Puttnam (nominacja)
- Najlepszy scenariusz oryginalny – Bill Forsyth (nominacja)
- Najlepsze zdjęcia – Chris Menges (nominacja)
- Najlepsza muzyka – Mark Knopfler (nominacja)
- Najlepszy montaż – Michael Bradsell (nominacja)
- Najlepszy aktor drugoplanowy – Burt Lancaster (nominacja)